# Сакала, Фэшн
Фэшн Сакала́ (англ. Fashion Sakala; род. 14 марта 1997, Замбия) — замбийский футболист, нападающий саудовского клуба «Аль-Фейха» и национальной сборной Замбии.

## Биография
Отец Сакалы, также Фэшн, — футболист регионального уровня. У Фэшна-младшего — четыре старших сестры, двое младших братьев также футболисты. Футболом начал заниматься с третьего класса. Ещё в старших классах стал играть за клуб четвёртого дивизиона «Кумава Старс», затем перешёл в команду одного из низших дивизионов «Нчанга Рейнджерс», за неё забил 57 мячей в 30 матчах. В конце 2015 года перешёл в команду высшего дивизиона «Занако». В 2016 году, забив 10 мячей, занял 4 место в списке лучших бомбардиров чемпионата, стал в составе «Занако» чемпионом Замбии.
Зимой 2016/17 находился на просмотре во второй команде московского «Спартака», за это время забил 3 гола и отдал 4 голевые передачи. 22 февраля подписал контракт с клубом на три года.
23 марта провёл первый официальный матч за «Спартак-2», выйдя на замену на 46-й минуте вместо Дениса Давыдова в домашней встрече против «Балтики» (1:2). Также во второй половине сезона 2016/17 сыграл 4 матча за молодёжный состав «Спартака», в которых забил 3 гола и помог своей команде выиграть молодёжное первенство России.
15 июля 2017 года забил первый гол за «Спартак-2», принеся своей команде победу во встрече с «Оренбургом» (1:0). 27 августа сделал дубль в гостевом матче против «Кубани», второй мяч, забитый на 90-й минуте, стал победным.
9 июля 2018 года перешёл в бельгийский клуб «Остенде», с которым подписал 3-летний контракт. Дебютировал 5 августа в матче 2-го тура против «Андерлехта» (2:5). 24 августа забил первый гол за «Остенде» в домашнем поединке против «Зюлте-Варегем» (3:1).

### Карьера в сборной
С 2016 года стал привлекаться в юношеские сборные Замбии. В марте 2017 года в составе сборной Замбии (до 20) принимал участие в Кубке африканских наций (до 20 лет) и стал победителем турнира.
В мае-июне 2017 года в составе сборной Замбии (до 20 лет) участвовал в молодёжном чемпионате мира, где забил 4 гола в 5 матчах и дошёл со своей сборной до четвертьфинала.
В августе 2017 года Сакала впервые был вызван в главную сборную Замбии для подготовки к отборочным матчам чемпионата мира 2018. Дебютировал 2 сентября в домашнем матче против сборной Алжира — вышел в стартовом составе и был удалён на 56-й минуте за две жёлтые карточки.

## Достижения

### Клубные
«Занако»
- Чемпион Замбии: 2016

«Спартак» (Москва)
- Победитель молодёжного первенства России: 2016/17

«Рейнджерс»
- Обладатель Кубка Шотландии: 2021/22
- Финалист Лиги Европы: 2021/22

### В сборной
Замбия (до 20)
- Победитель Кубка африканских наций (до 20 лет): 2017